# 小行星5583
小行星5583（5583 Braunerová）是一颗绕太阳运转的小行星，为主小行星带小行星。该小行星于1989年3月5日发现。以捷克女性畫家Zdenka Braunerova命名。

## 轨道参数
小行星5583的轨道半长轴为2.8776802 UA，离心率为0.025。